# 創紀之城
創紀之城（英語：Millennium City）位於香港九龍東觀塘區，是新鴻基地產旗下甲級商業大廈及商場建築群。建築群沿觀塘道興建，橫跨港鐵觀塘綫牛頭角站至觀塘站，提供330萬平方呎寫字樓及60萬平方呎商場，是觀塘這個東九龍工業區中最大型的商業項目，現時共分七期（一至三期，五至六期，絲寶國際大廈（第七期），The Millennity（第八期））。

## 歷史
創紀之城是新鴻基地產自1989年起在觀塘區籌建的綜合商業發展項目。在1980年代觀塘車廠已不敷應用，九巴考慮到九龍灣車廠投入運作後，觀塘車廠之重要性將會大大降低，同時觀塘A廠面積較大及市場內少數可發展地皮，於是九巴開始醞釀車廠重建計劃。至1989年九巴宣布觀塘車廠北翼重新發展計劃，九巴大股東新鴻基地產亦有意參與發展。
九龍灣車廠在1990年11月啟用，觀塘B廠成為九龍灣廠轄下衛星廠，而A廠則於1993年12月售予新鴻基地產，發展為一座35層高的商業樓宇，有關圖則在1995年6月經過屋宇署審批後，重建工程隨即開展，將車廠連同行車天橋拆卸。隨後新鴻基地產併購觀塘A廠附近舊式工廠大廈，重建為兩座30層甲級辦公大樓，於1998年12月落成，名為「創紀之城」。在落成前一年，時任渣打銀行首席行政總裁杜華（Rana Talwar）於1997年11月耗資13億港元向新鴻基地產購入第二座15層，及額外租用12層共55萬平方呎樓面連命名權，故第二座名為「渣打中心」（Standard Chartered Tower），1999年4月27日正式啟用，2000年7月易名為「創紀之城一期」。
自此新地在區內建立商業王國，版圖日趨壯大。「創紀之城二期」2000年落成時，一度稱為「怡和科技中心」，及後改回原有名稱。森那美汽車服務中心重建而成的「創紀之城三期」，位於觀塘道370號，與二期為鄰，2003年中入伙。新地再於2000年4月完成收購一期與毅力工業中心之間的協光工業大廈，納入「創紀之城六期」，樓高32層，寫字樓佔其中23層，其餘地下、6及7樓為商場部份，2008年5月陸續入伙。
毗鄰觀塘站的東九龍廣場，2001年重新發展為「創紀之城五期」，也是眾項目中規模最大。東亞銀行在2002年耗資13.3億港元，向發展商購入辦公大樓15層共40.67萬平方呎樓面作為後勤總部連命名權，因此辦公大樓名為「東亞銀行中心」，於2004年11月落成。至於apm商場2005年3月試業，7月17日正式開幕，並與樓齡相差十年，位於巧明街117號的港貿中心連接起來，後者電梯大堂亦屬apm管轄範圍。
位處偉業街108號的絲寶國際大廈原為「創紀之城七期」，樓高26層，共提供20層寫字樓及六層停車場。新地於2009年11月發出新聞稿，指這座大廈名為「一號東港」（One Harbour East）；絲寶集團翌年以10.68億元購入大廈高層半幢（18至28樓）作長線投資，大廈從此剔出創紀之城。
觀塘巧明街98號九巴觀塘車廠於2008年12月1日全面停用。載通國際與新鴻基地產在2016年8月4日接納地政總署批出之43.05億元補地價，B廠用地正式由工業轉為非工業用途，並於補地價程序完成後在2017年8月拆卸。2019年屋宇署批出建築圖則，獲批建2幢商廈，包括12層基座商場之上，將興建21層高商廈，另包括4層地庫，總發展樓面約114.66萬平方呎，成為創紀之城第八期。商場規模較apm更大，料為apm擴展部分，勢成矚目新地標，最快2022至2023年落成。

## 現有物業

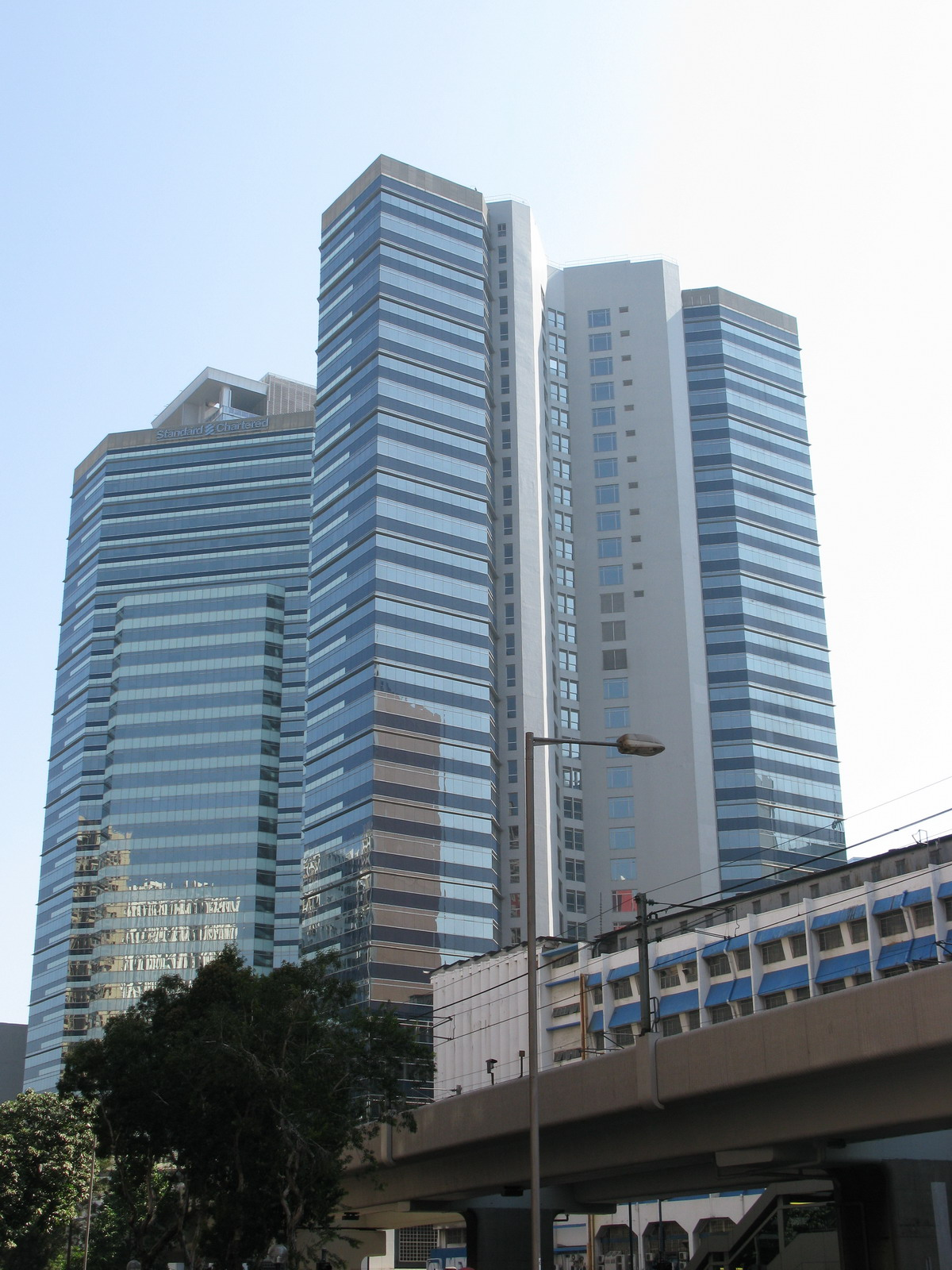
創紀之城一期

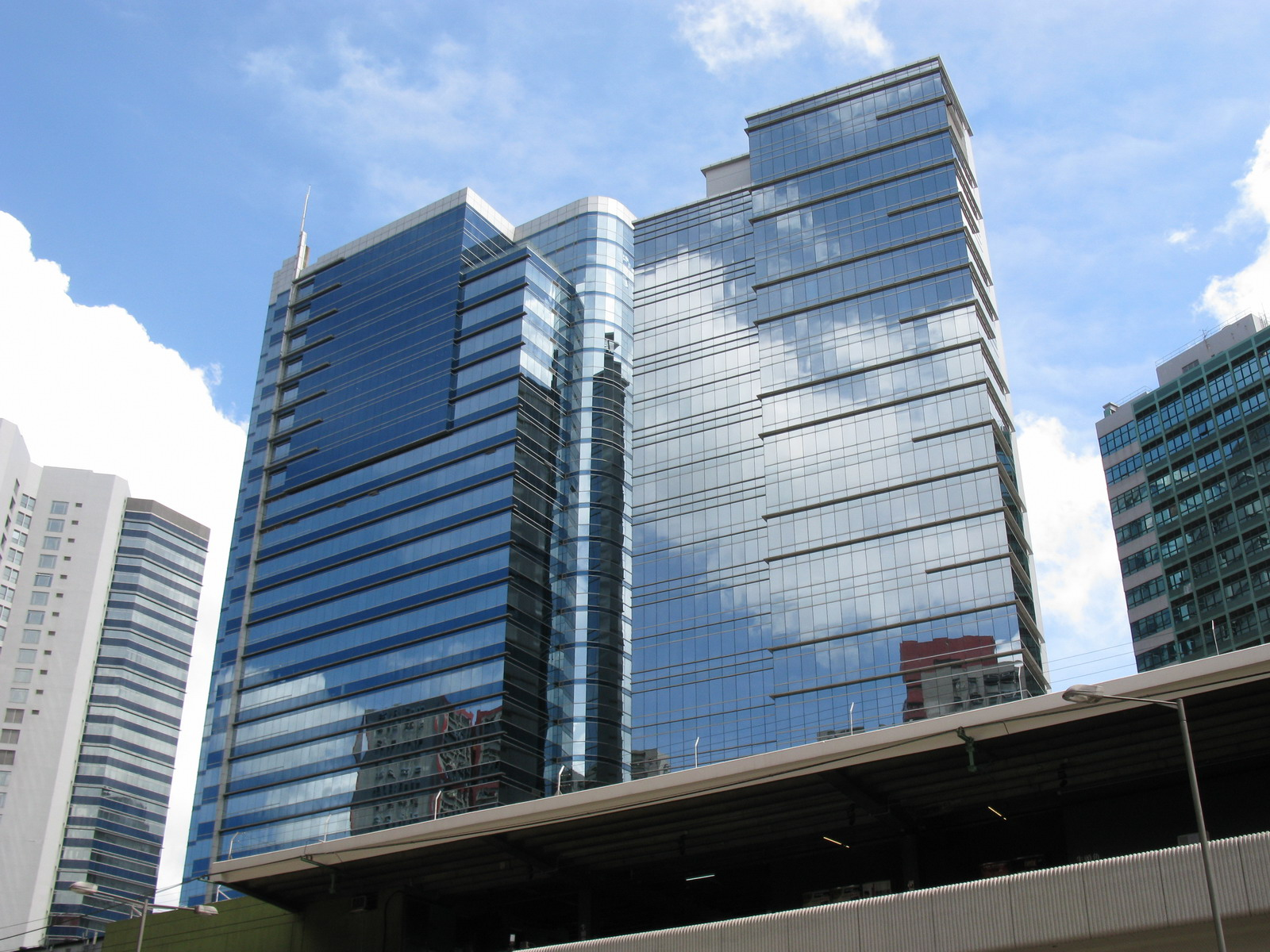
創紀之城二期（左）及創紀之城三期（右）

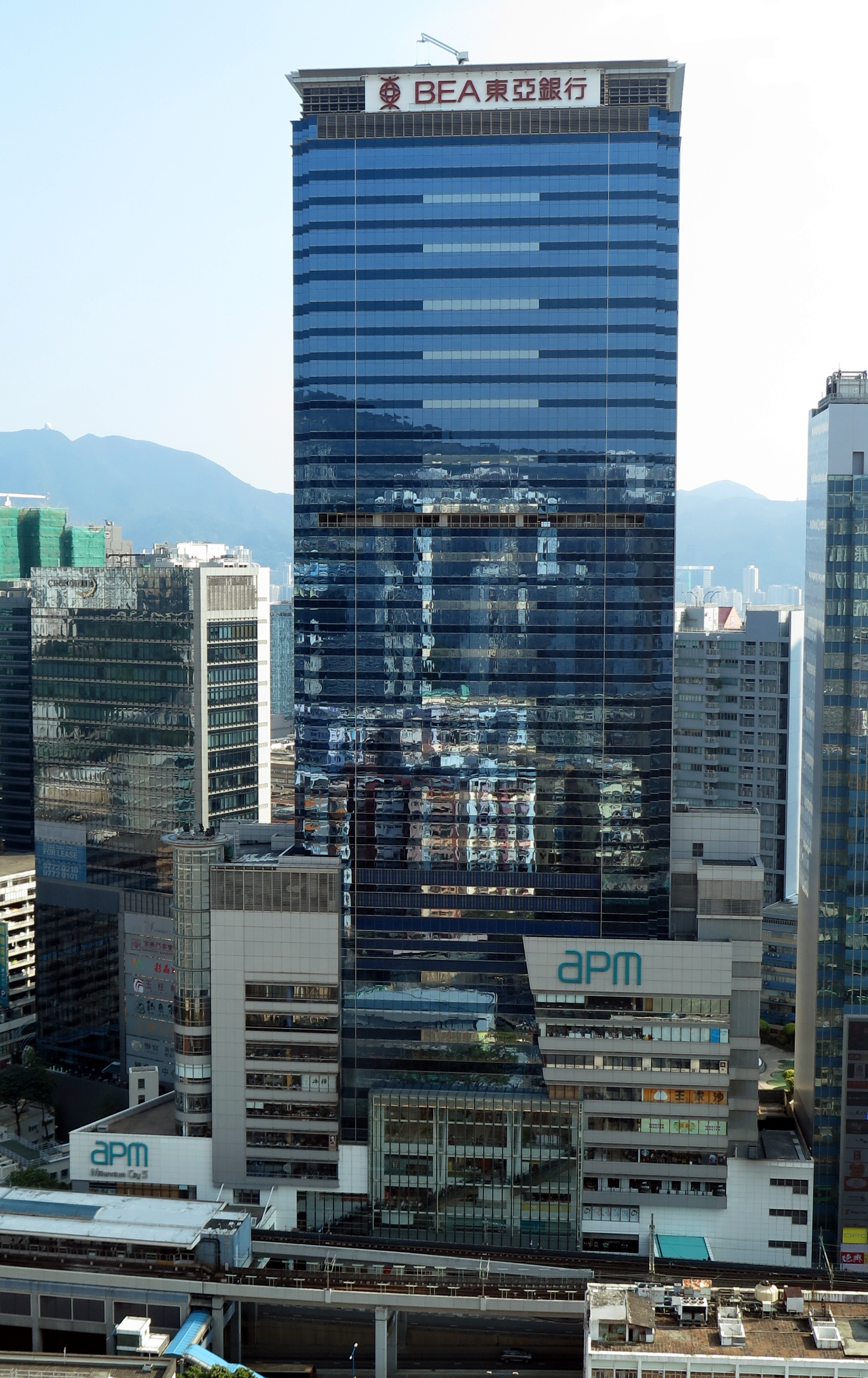
創紀之城五期

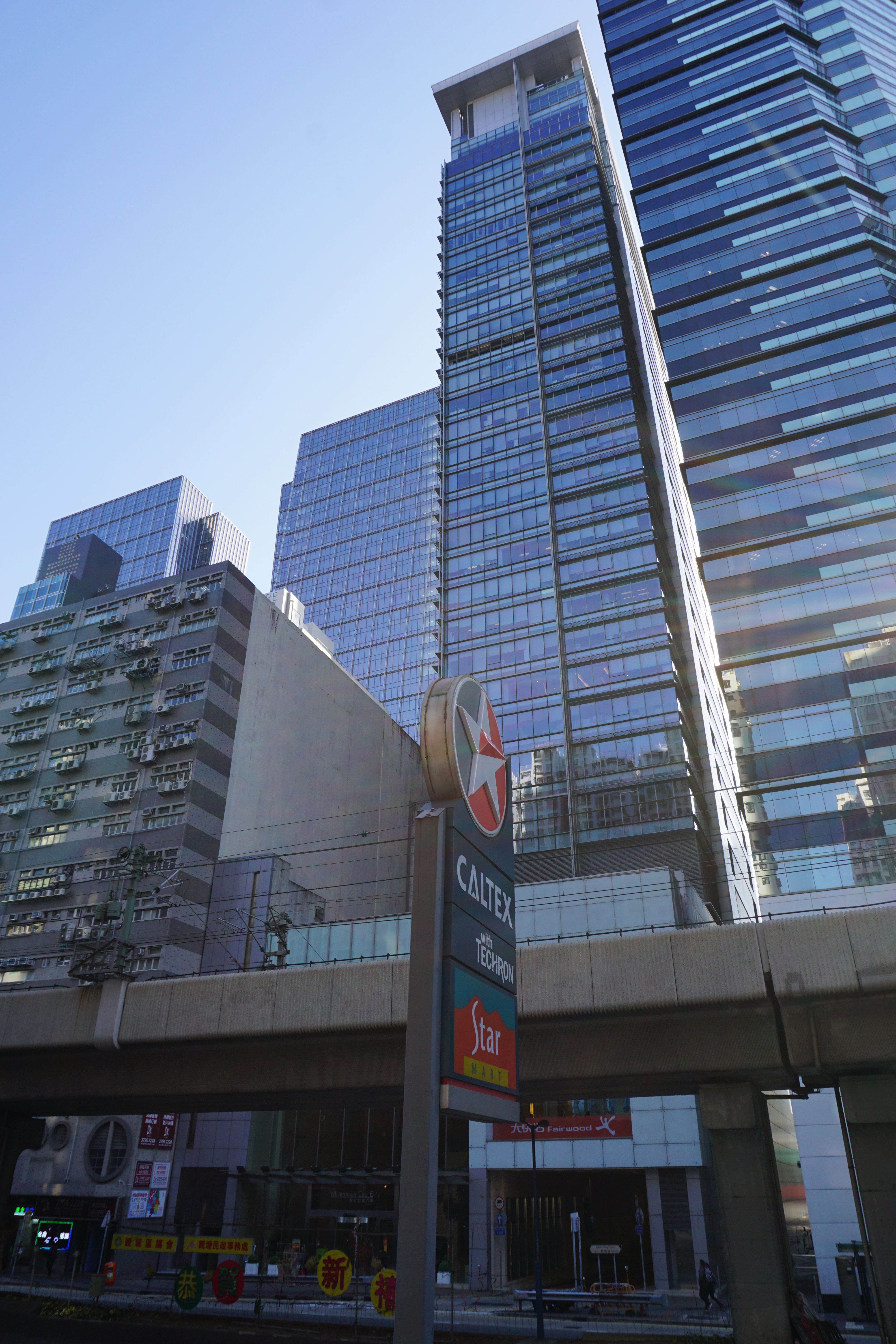
創紀之城六期

### 創紀之城一期
一期在整個創紀之城發展項目中間，由2座樓高30層的甲級商業大廈組成；其中第2座是渣打銀行的後勤總部，商廈名為渣打中心。1998年渣打銀行集團首席行政總裁杜華（Rana Talwar）表示，該行以13億港元購入渣打中心其中15層，並額外租用12層；而該中心知名租戶是Levi's、亮視點（已遷往第一座7樓708-710室）和山田社集團（Yoki Magokoro，前稱Yamada Miyura，已遷往創紀之城五期），以及工業貿易署的中小企業支援與諮詢中心（23樓15-18室，已遷往啟德工業貿易大樓）。
另外一座設有寫字樓、餐飲及零售商店，總樓面建築面積約為123萬平方呎。其中特色建築是高40呎的玻璃天幕建於地面大堂中央。

### 創紀之城二期
二期鄰近牛頭角港鐵站，由1座樓高28層的商業大廈組成，包括24層寫字樓及4層停車場，總樓面建築面積超過26.6萬平方呎。怡和科技曾為本期最大的租戶。其他租戶大多以從事電腦、電子科技以及其他與互聯網業務為主，包括數碼通（31樓），亦包括社會福利署長者生活津貼處理組（12樓）。該大廈前稱怡和科技中心，2005年底怡和科技不續租大部分樓面後，大廈名稱回復為創紀之城二期。

### 創紀之城三期
三期鄰近牛頭角港鐵站，於2003年6月落成，創紀之城三期是最接近牛頭角站的商廈，由1座樓高22層的商業大廈組成，包括19層寫字樓及3層停車場，每層約7,500平方呎，總樓面建築面積超過15.4萬平方呎。設有兩層停車場共60個車位。大廈前身為森那美汽車服務中心。

### 創紀之城五期
五期鄰近觀塘站，是一座購物中心與辦公室混合的建築物，由多個建築部分組成，分別為apm商場以及東亞銀行中心。寫字樓於2004年11月落成，而商場則於2005年3月落成試業，並於2005年7月17日正式開幕，而東亞銀行中心亦為東亞銀行後勤總部。

### 創紀之城六期

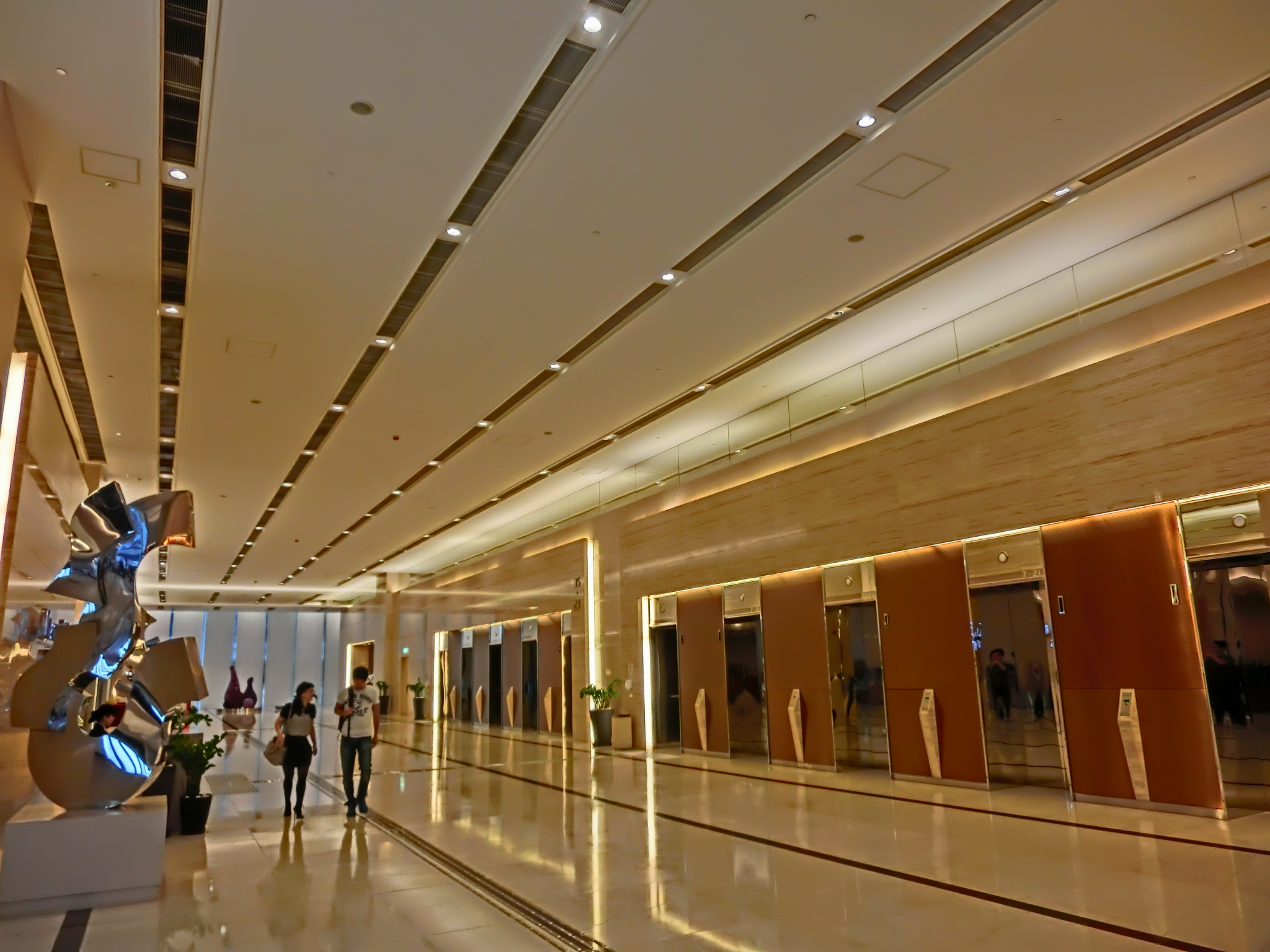
寫字樓大堂

六期位於創紀之城1期旁，由一25層寫字樓及2層商場組成。設有地面行車通道，直達地面大堂，並貫通觀塘道及巧明街。創紀之城6期約有2萬方呎價樓面作商舖用途，主要吸納的租客為聘珍樓，大快活和Pacific Coffee等。
主要租戶包括科藝防火保安工程（香港）有限公司（11樓至12樓）、德國時尚品牌Hugo Boss（佔大樓2層樓面），其他知名租戶包括American Express Global Business Travel（16-17樓）、環球唱片（註：包括與華星唱片聯營的張國榮慈善基金會）（28樓全層）、信安信託（亞洲）有限公司（30樓）UNIT 5B-7, 27/F赫伯罗特船務公司、利潔時，以及由傳統商業核心區包括中環、灣仔、銅鑼灣及尖沙咀遷移至東九龍的跨國或大型企業。政府部門包括選舉事務處選舉部辦公室（8樓全層、15樓02室及23樓01-03室）、選舉事務處資訊科技管理部（26樓05B室、06-07室）、民政事務總署的觀塘民政事務處（21樓）及觀塘區議會秘書處的辦事處（20樓05-07室）、民眾安全服務隊（19樓03室）、醫療輔助隊（19樓05室）、勞工處-職業安全及健康部-鍋爐及壓力容器科（20樓），以及醫務衞生局轄下的自願醫保計劃辦事處（29樓2902室）。

### 創紀之城七期

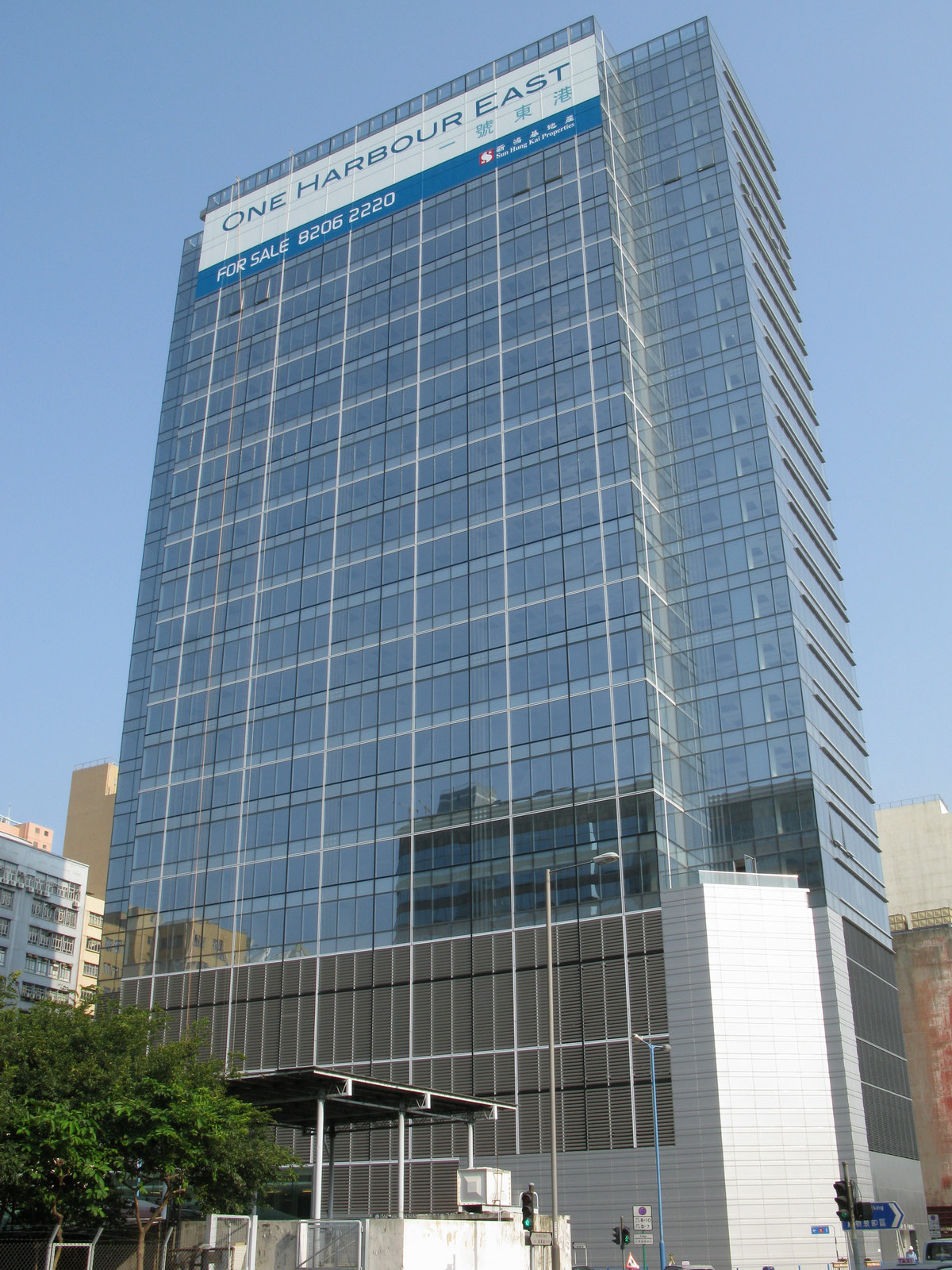
絲寶國際大廈 (2009年)

絲寶國際大廈（C-Bons International Center），前稱一號東港、創紀之城七期，為一座25層高的商業大廈，位於偉業街108號，前身為1979年落成的香港麵粉廠大廈，約於2005年拆卸。項目原計劃興建酒店，但後來更改用途。該物業1樓至5樓為停車場；6樓至28樓為辦公室樓面，每層樓面約16,150至16,830平方呎，實用率約八成。大廈在2010年8月開始有商戶進駐。同時獲中港企業絲寶集團購入作長綫投資，因而獲得命名權。
大廈主要租戶包括王氏國際、手袋名牌Coach、健滿滿保健（8樓808-811室）及多間本地集團。

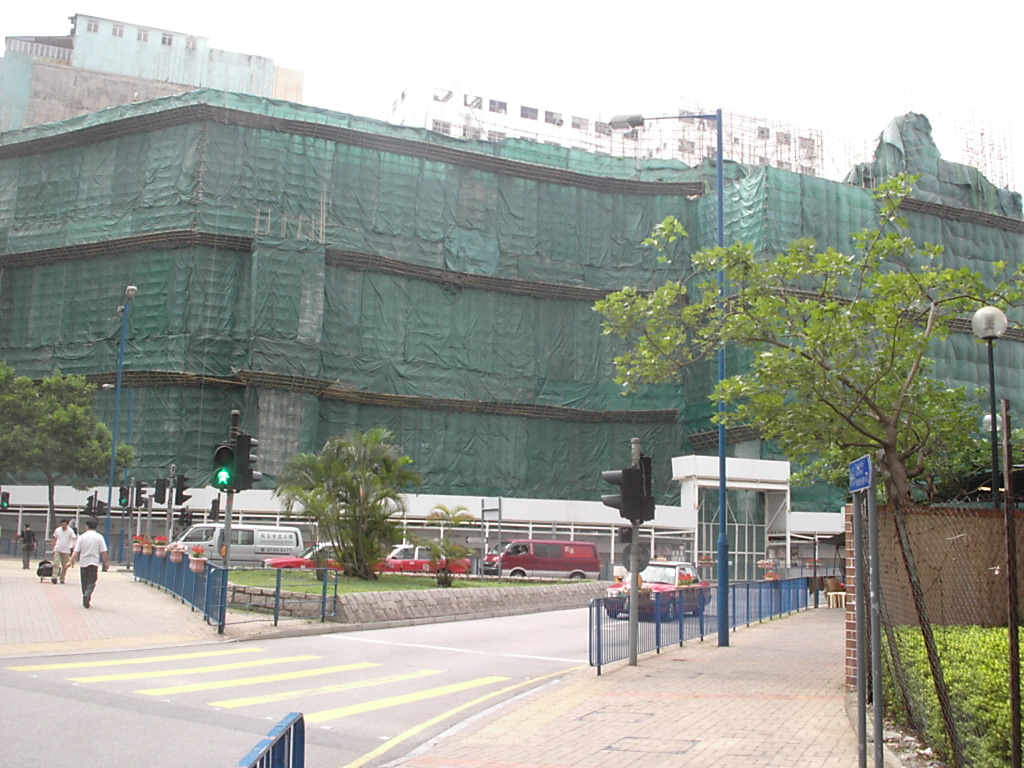
創紀之城七期地盤（2007年3月）
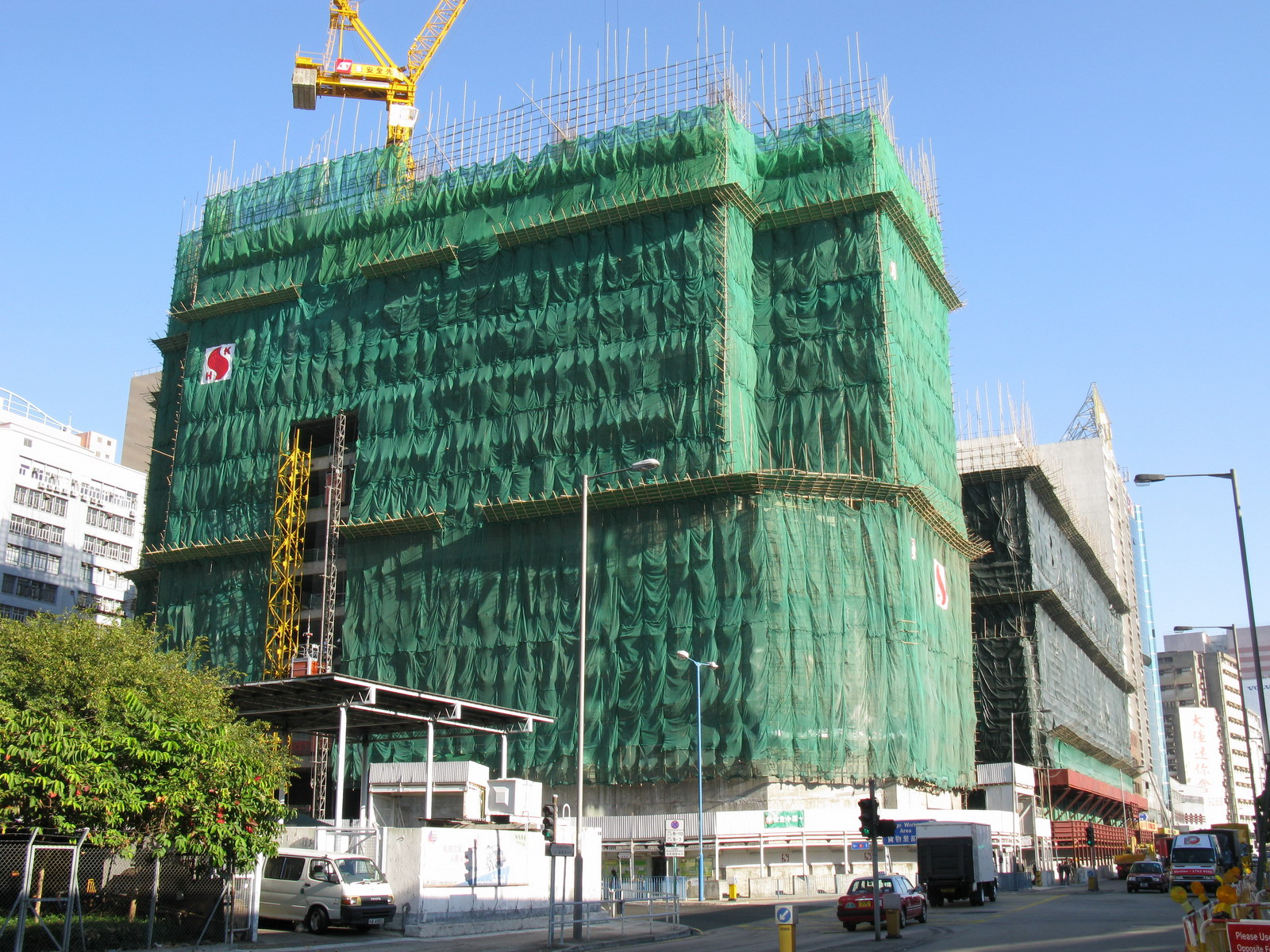
創紀之城七期地盤（2008年12月）
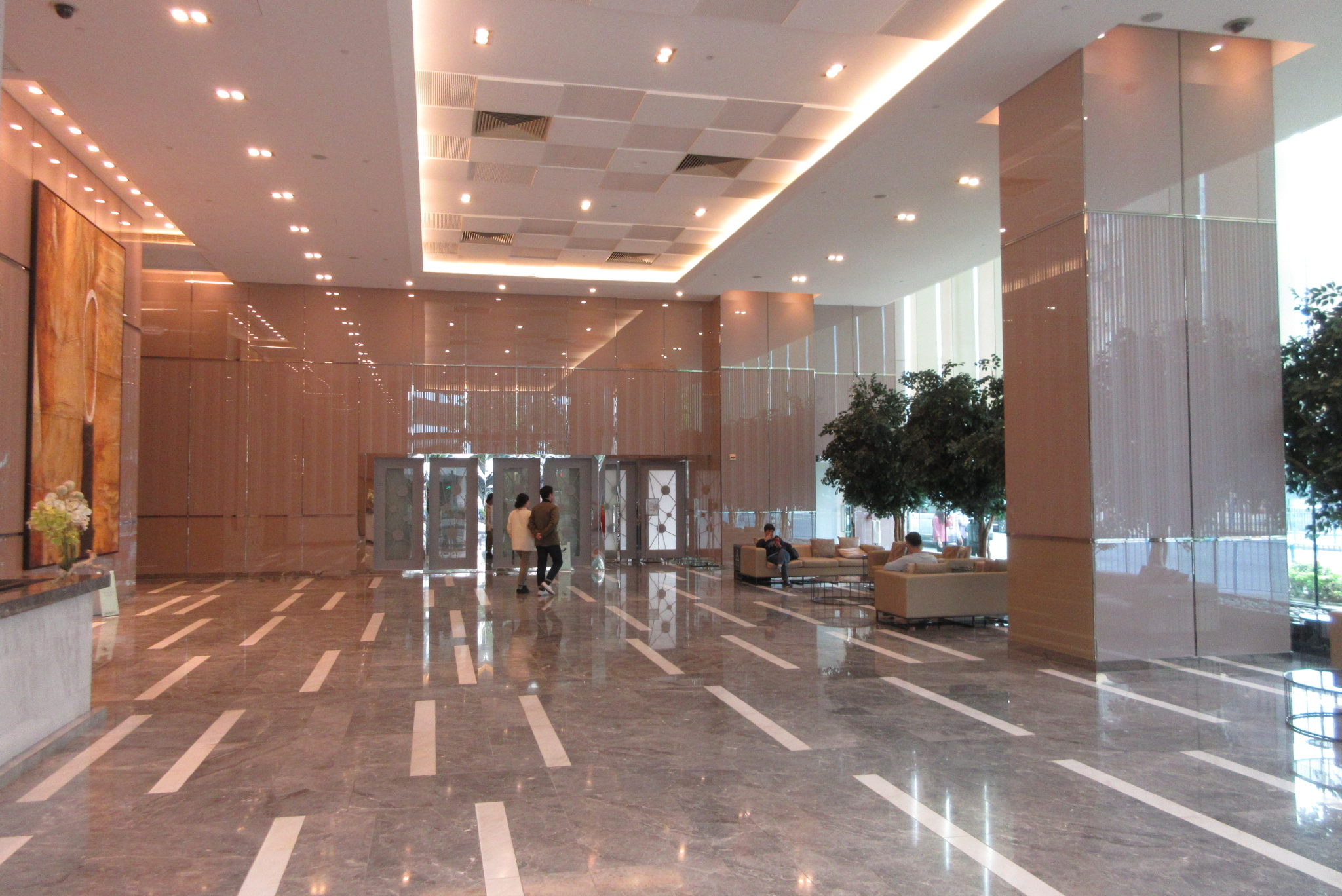
寫字樓大堂

### 創紀之城八期

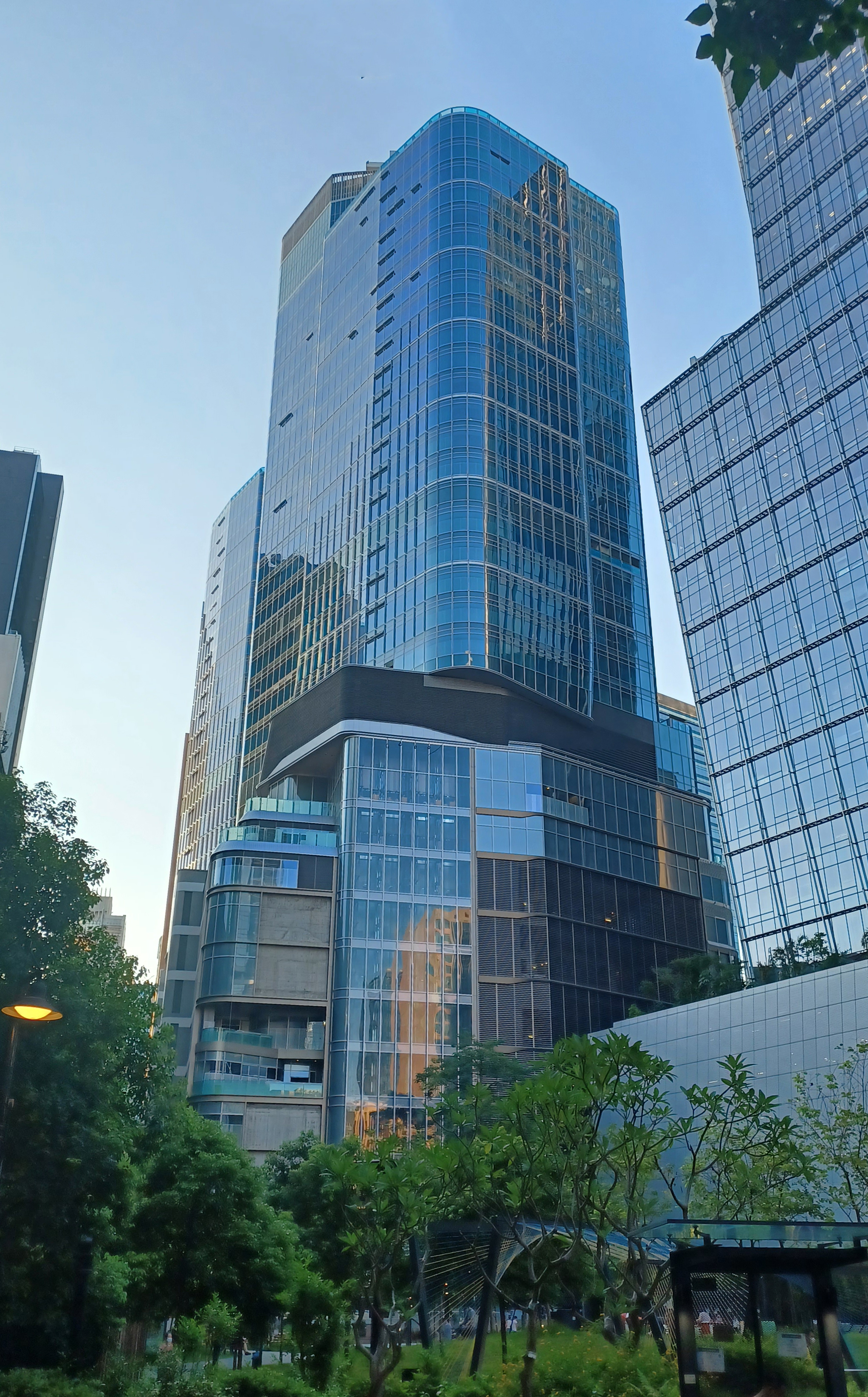
2022年7月的創紀之城八期

八期位於觀塘巧明街98號，前身為九巴觀塘車廠。樓面涉及約115萬平方呎，由基座商場和兩幢的甲級寫字樓組成。商廈命名為The Millennity，預計2024年建成。

## 外部連結
- 創紀之城官方網站(一) （页面存档备份，存于）
- 創紀之城官方網站(二) （页面存档备份，存于）